# Sigiswald Kuijken
Sigiswald Kuijken /'si:ɣɪsʋɑlt 'kœʏ̯kən/ (Dilbeek, 16 febbraio 1944) è un violinista, violista e direttore d'orchestra belga,  noto per le esecuzioni di musica del periodo barocco e classico su strumenti originali dell'epoca.

## Biografia
Sigiswald Kuijken dal 1964 al 1972 membro dell'Alarius Ensemble di Bruxelles e, nel 1972, fondò l'orchestra barocca La Petite Bande.  Dal 1971 insegna violino barocco al  Koninklijk Conservatorium dell'Aia e al Koninklijk Muziekconservatorium di Bruxelles. È noto per essere un seguace della esecuzione storica. Nel 1986 ha fondato il  Kuijken String Quartet. Negli ultimi anni si è esibito anche come direttore d'orchestra in un repertorio sinfonico di musica romantica e come solista di viola da braccio (violoncello piccolo); insieme al musicista e liutaio Dmitry Badiarov è anzi uno dei più attivi protagonisti del revival di questo strumento utilizzato nel XVII e XVIII secolo.
I suoi fratelli sono noti anch'essi per l'esecuzione storica: Barthold Kuijken è un flautista e virtuoso di flauto dolce mentre Wieland Kuijken è un violoncellista e violista. Essi hanno suonato molto spesso con il clavicembalista Gustav Leonhardt.
Il 22 febbraio 2007 è stato insignito della laurea honoris causa dall'Università Cattolica di Lovanio in Belgio.